# Kleinbeksalamander
De kleinbeksalamander (Ambystoma texanum) is een salamander uit de familie molsalamanders (Ambystomatidae). De soort werd voor het eerst wetenschappelijk beschreven door Benno Matthes in 1855. Oorspronkelijk werd de wetenschappelijke naam Salamandra texana gebruikt.

## Uiterlijke kenmerken
Deze salamander heeft in vergelijking met verwante soorten een relatief kleine kop en kleinere mondopening. De lichaamslengte varieert van tien tot veertien centimeter, sommige exemplaren kunnen bijna achttien cm lang worden. De lichaamskleur is donkergrijs met lichtere vlekjes. De buikzijde is lichter tot wit.

## Verspreiding en leefgebied
De kleinbeksalamander komt voor delen van Noord-Amerika en leeft endemisch in de Verenigde Staten. De salamander komt voor in het zuiden van Michigan, zuidwestelijk Ontario (Pelee Island), Ohio, westelijk West Virginia, westelijk Kentucky, centraal Tennessee en Alabama, west tot zuidelijk Iowa, oostelijk Kansas en oostelijk Texas, zuidelijk naar de Golfkust.